# Emili Bonet i Casanova
Emili Bonet i Casanova (Amposta, Montsià, 4 d'agost de 1929 - 28 de febrer de 2019) fou un escultor, dibuixant i pintor català.
De formació autodidacta, entre 1947 i 1948 va estudiar dos cursos per correspondència, un de dibuix lineal i un altre de dibuix tècnic. Abans, però, el 1946 ja va pintar el mural que encara avui es pot veure a l'antic local de la Filha Ampostina. L'any 1949 participa en la seva primera exposició col·lectiva. Des del 1969 va exposar individualment i de forma regular a diverses ciutats catalanes, com Amposta, Tortosa, Tarragona, Reus o Barcelona. També ha exposat a València i a Palma. També ha estat conegut en l'àmbit internacional, amb exposicions a Paris els anys 1980, 1984 i 1985, i l'any 1990 al The San Francisco Museum of Contemporary Hispanic Art, d'on a més va ser nomenat membre d'honor. L'any 2000 també va participar en l'exposició col·lectiva a l'International Art Festival a Miami.
Entre d'altres obres de Bonet, destaquen els monuments d’homenatge a les arts i l’agricultura instal·lats a Amposta (1985-1988). També les obres "Pagesa Ampostina" (2002), i instal·lada a la seva ciutat natal; i també "Dona Calijona" (2002), i instal·lada a Càlig.